# مادن إن إف إل (سلسلة)
سلسلة مادن إن إف إل (بالإنجليزية: Madden NFL)‏، والمعروفة أيضاً بـMadden أو بـ Madden NFL، سلسلة ألعاب الفيديو لكرة القدم الأمريكية ودوريها تصدر سنويا من شركة إلكترونيك آرتس للفنون والرياضة.